# Holmes: Sherlock & Mycroft
Holmes: Sherlock & Mycroft è un gioco da tavolo di Diego Ibañez pubblicato nel 2015 dalla Devir dove i due giocatori interpretano i fratelli Holmes e dovranno cercare di avere il maggior numero di indizi che potranno raccogliere durante i 7 turni di gioco che simulano la settimana di indagini.

## Il gioco
Ogni giocatore prende i 3 meeples di colore arancione o blu che identificheranno le azioni di Sherlock e Mycroft e 5 segnalini indagine a forma di lenti di ingrandimento. Il cartellone, composto da 11 caselle dove verranno scoperte le carte personaggio, viene posto al centro del tavolo e sulle prime tre caselle vengono posti i 3 personaggi che saranno sempre a disposizione dei due investigatori. Ogni personaggio ha un'abilità speciale che potrà essere attivata posizionando uno dei 3 segnalini azione. Viene inoltre mischiato il mazzo degli indizi e 4 carte vengono disposte scoperte a lato. All'inizio di ogni giorno (turno di gioco) un nuovo personaggio viene rivelato e sistemato sul tabellone, tranne che per il giorno uno dove i personaggi rivelati sono due. Ogni giocatore potrà quindi disporre i suoi segnalini azione su diversi personaggi in modo da usare le loro abilità speciali, sapendo che un giocatore non può mai avere due proprie pedine sullo stesso personaggio e ricordando che al termine del turno i segnalini non torneranno nella riserva del giocatore, ma rimarranno sulla carta attivata. Inoltre se un personaggio è occupato da entrambi i segnalini azione dei due giocatori, al termine del turno sarà girato e non sarà disponibile per il turno successivo. Le abilità di ogni personaggio permettono di ottenere carte indizi a fronte dell'utilizzo di un numero variabile di segnalini indagine, recuperare segnalini indagine oppure fare azioni di vario tipo come, ad esempio, scambiare un proprio indizio con uno tra quelli scoperti a fianco del mazzo. 
Al termine del settimo turno di gioco i due investigatori confrontano i tipi di indizi collezionati: il giocatore con il numero più alto di ogni tipo di indizio guadagna tanti punti quanti quelli del valore di quel particolare tipo di indizio meno il numero di indizi dello stesso tipo posseduti dal rivale. In caso tutti gli indizi siano in mano ad uno dei due investigatori, quel giocatore guadagna 3 punti in più oltre al valore dell'indizio. Vince chi ha il totale più alto e in caso di parità chi ha più segnalini indagine.